# مهدی خدایی
سید مهدی (مجتبی) خدایی، دبیر اسبق انجمن اسلامی دانشگاه آزاد شهر ری و یکی از بنیانگذاران مجموعه فعالان حقوق بشر در ایران، در تاریخ ۱۱ اسفند ماه سال ۸۸ و در پی هجوم نیروهای سپاه پاسداران بازداشت و متعاقباً به بند ۲ الف زندان اوین منتقل شد.
وی پس از بازداشت، ماه‌ها در سلول‌های انفرادی بند ۲ الف زندان اوین جهت اخذ اعترافات نگه داشته شد و سرانجام در مهرماه سال ۱۳۸۹ از سوی شعبه ۲۸ دادگاه انقلاب، به ریاست قاضی مقیسه، به سه سال زندان محکوم گردید. این حکم در دادگاه تجدیدنظر نیز تأیید شد.
سید مهدی خدایی، فعال حقوق بشر، همچنین پیش از این، از سوی شعبه ۱۵ دادگاه انقلاب به ریاست قاضی صلواتی به اتهام «اقدام علیه امنیت ملی از طریق برپایی تجمعات» و «تبلیغ علیه نظام» به چهار سال زندان محکوم شده بود که این حکم نیز عیناً به تأیید دادگاه تجدیدنظر رسید. وی در مجموع به هفت سال زندان محکوم شده‌است.

## آثار
- سید مهدی خدایی و همبندی اش امید کوکبی طی دوران زندان، ترجمه کتاب اطلس حقوق بشر[۸]نوشته آندرو فاگان را به زبان فارسی در سال ۲۰۱۵ منتشر کردند، این کتاب از سوی انتشارات آرمانشهر در افغانستان به چاپ رسید.

- طی دوران زندان سید مهدی خدایی مجموعه گفتگوهایی را با زندانیان سرشناس از جمله  فریبرز رئیس دانا،  علیرضا رجایی،  سعید مدنی و  رحمن قهرمانپور پیرامون بررسی وضعیت حقوق بشر از زوایای اقتصادی، سیاسی، روشنفکری دینی و آسیب‌های اجتماعی به انجام رساند که در قالب کتابی با عنوان رویکردهای چندگانه به حقوق بشر در ایران از سوی انتشارات H&S media در لندن به چاپ رسید.[۹]